# Bhaisajyaguru

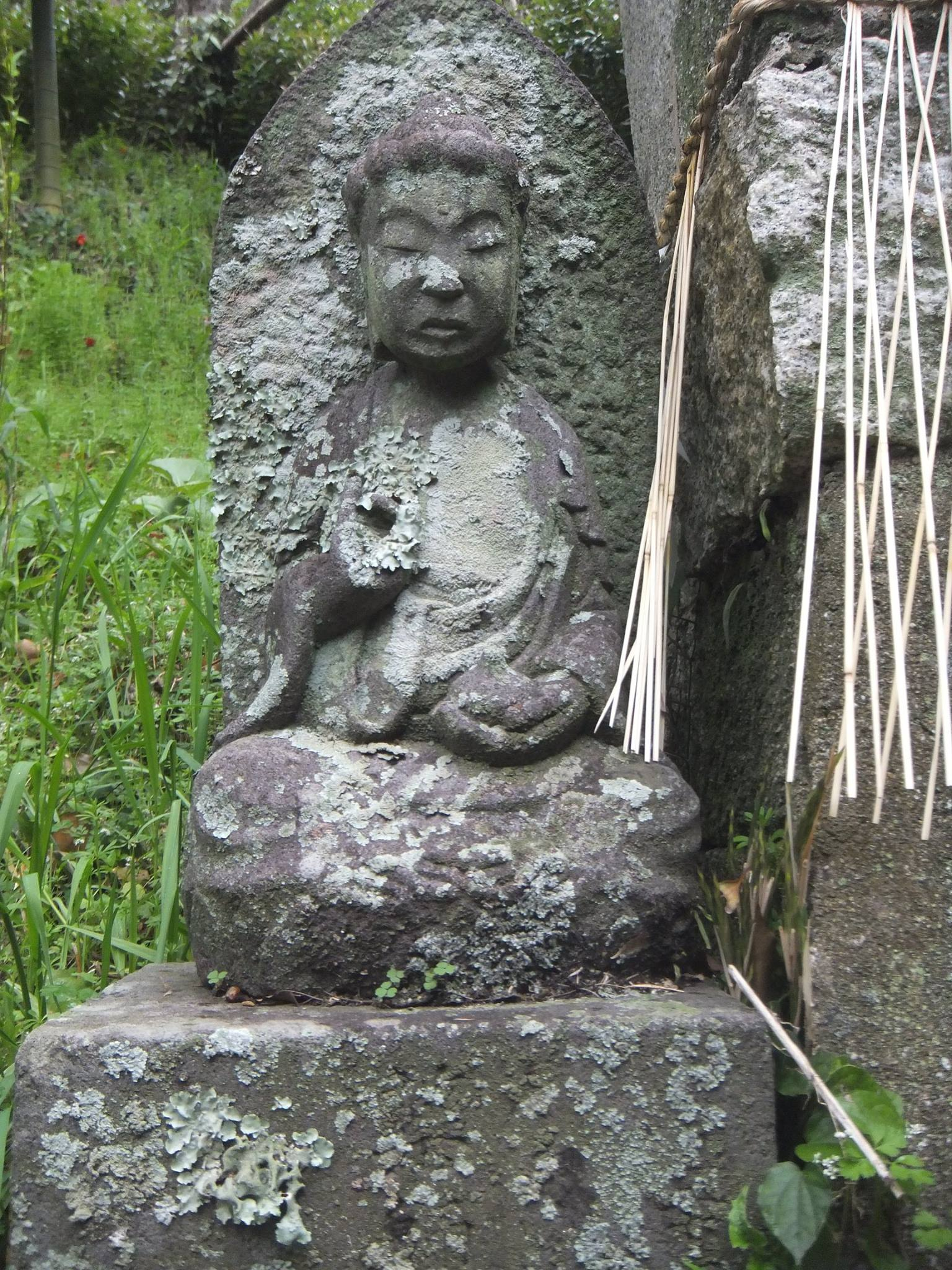
Yakushi-nyorai auf dem Berg Imayama, Fukuoka, Japan

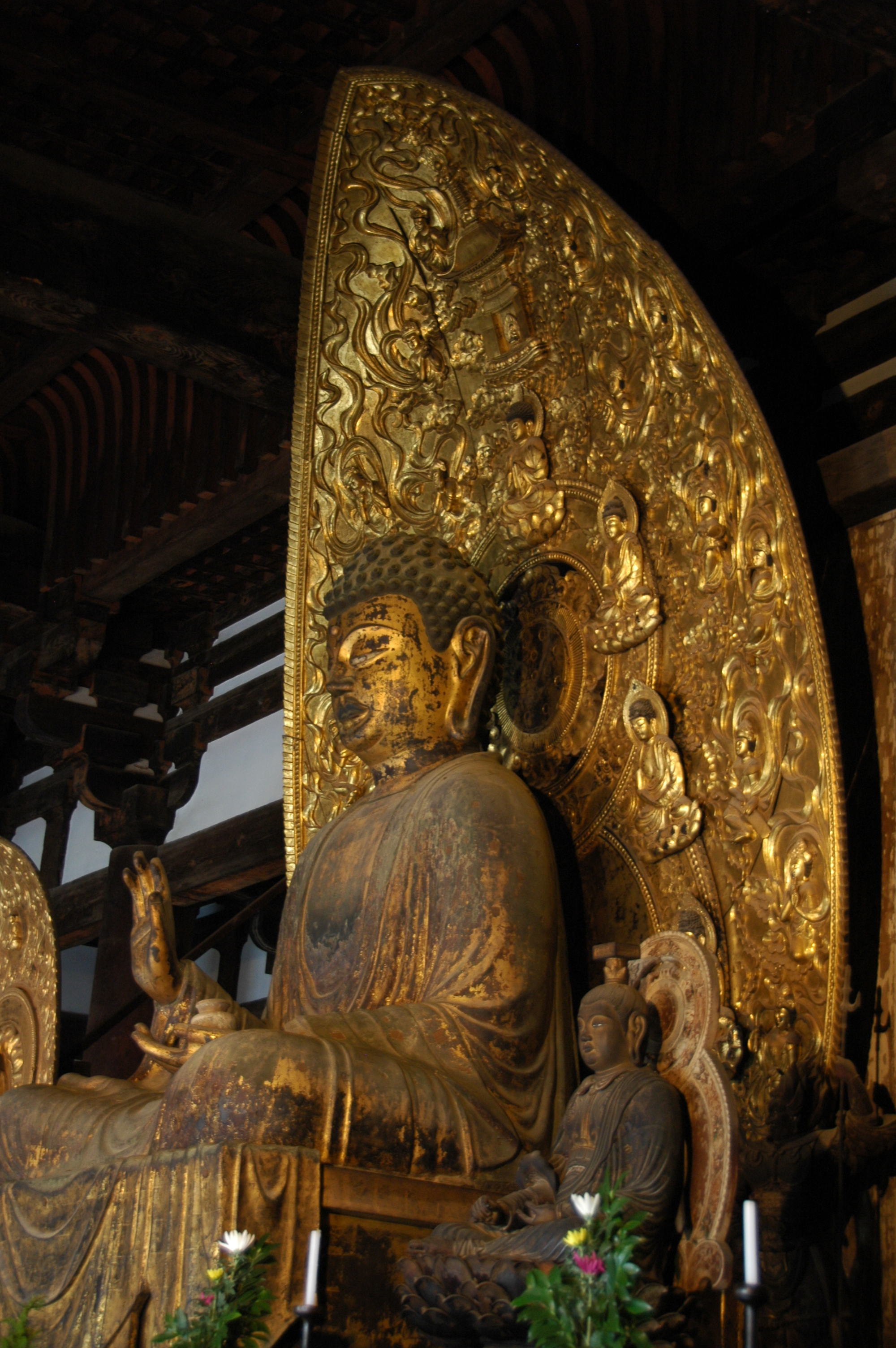
Kōfuku-ji

Bhaisajyaguru (skt. Bhaiṣajyaguru भैषज्यगुरु; chinesisch 藥師佛 / 药师佛, Pinyin Yàoshī fó, W.-G. Yao-shih fo syn.: 俾沙闍羅所 / 俾沙阇罗所; 藥師琉璃光如來 / 药师琉璃光如来; 大醫王佛 / 大医王佛; 醫王善逝 / 医王善逝; jap. 薬師如来, Yakushi Nyorai; tib.: Sangs rgyas sman bla; vn. Phật Dược Sư Lưu Li Quang / Phật Dược Sư dt. Medizin-Buddha, syn. Medizin-Guru) ist ein Buddha der Heilung, der besonders im tibetischen Buddhismus und im japanischen Buddhismus und in der tibetischen Medizin bekannt ist. Nach der Lehre des Mahayana heilt er alle Krankheiten, auch die der Unwissenheit. Seine Funktion ist es, Lebewesen von den Drei Geistesgiften zu heilen. Vor seiner Erleuchtung legte der Medizin-Buddha zwölf Gelübde ab, in denen er schwor, später alle Missgebildeten, Behinderten und Kranken von ihren Gebrechen zu befreien. Diese Gelübde sind Hauptbestandteile der Lehrreden, die dem Medizin-Buddha gewidmet sind.
Diese erwähnten geistigen Gifte verursachen in den Lebewesen gemäß der buddhistischen Lehre einen unfriedlichen Geist, deshalb auch (körperliche und seelische) Krankheiten, mithin Leiden (dukkha). Er wird oft zur Linken des Buddha Shakyamuni dargestellt und wird mit dem Osten assoziiert.

## Aussehen und Symbolik
Bhaisajyaguru hat einen blauen Körper und hält in der linken Hand eine Schale mit Heilungsnektar und einen Myrobalan-Zweig mit drei Früchten in der rechten. Diese drei Früchte haben nach buddhistischem Glauben die Kraft, die drei inneren Gifte zu neutralisieren. Er sitzt in der Vajra-Haltung auf einem Lotos. Die aufwendigsten Buddha-Statuen werden oft in Nepal produziert, sie werden aus Respekt vor dem Buddha besonders im Gesicht mit Goldpapier bedeckt und selten blau bemalt, da blaue Farbe weniger wertvoll ist als Gold.
Sein „Geburtstag“ wird im chinesischen Kalender am 30. des 9. Monats begangen.
In China sind Tempel verbreitet, die die „drei großen Heiler“ ehren. Yàoshī fó wird dann vom Bodhisattva des Sonnenlichts zur Rechten und dem Bodhisattva des Mondlichtes zur Linken flankiert. Sein Reines Land ist das chinesisch 浄瑠璃 (skt.: Vaiduryanirbhasa). Ihm zugeordnet sind 12 Yakṣ̢a-Generale (chinesisch 十二神將), die die Gelübde repräsentieren.

## Sutras
Das einzige, noch heute erhaltene Sanskrit-Original vom Bhaisajyaguru-Sutra wurde 1931 von Nalinaksha Dutt in Gilgit, Kaschmir, gefunden.
Im sino-japanischen Kanon gibt es fünf Yakushi-Sutras chinesisch 薬師經. Unter diesem Titel entstand eine Nara-Zeit-Abschrift.
Es gibt weitere Sutras, unter anderem das von Bo Siririmtra in der ersten Hälfte des vierten Jahrhunderts unserer Zeitrechnung erstmals übersetzte. Es existiert auch eine tibetische Fassung, die mit der Xuanzang-Version übereinstimmt und im neunten Jahrhundert übersetzt wurde.

## Dharani und Mantra
Im Bhaiṣajyaguruvaidūryaprabharāja-Sūtra wird beschrieben, wie der Medizinbuddha die folgende Dharani spricht:
namo bhagavate bhaiṣajyaguru-
vaiḍūryaprabhārājāya tathāgatāya
arhate samyaksaṃbuddhāya tadyathā:
oṃ bhaiṣajye bhaiṣajye bhaiṣajya-samudgate svāhā.
Die letzte Zeile der Dharani ist das kurze Kern-Mantra des Medizinbuddha, von dem es verschiedene Versionen gibt. Es muss auch in Sanskrit und nicht in Tibetisch oder in einer anderen Sprache ausgesprochen werden, damit die Mantrakraft wirken kann. Die obige Version ist vom „Sūtra der ursprünglichen Gelübde der Sieben Medizin-Buddhas“.
Zwei andere Versionen der Dharani:
namo bʰagavate bʰaiṣajyagurave
vaiḍūryaprabʰarājāya tatʰāgatāya
arhate samyaksaṁbuddʰāya tadyatʰā:
oṃ bʰaiṣajye bʰaiṣajye mahābʰaiṣajye bʰaiṣajyasamudgate svāhā.
namo bhagavate bhaiṣajyaguru
vaiḍūryaprabharājāya tathāgatāya
arhate samyaksambuddhāya tadyathā
oṃ bhaiṣajye bhaiṣajye mahābhaiṣajya samudgate svāhā
Im Vajrayana gibt es verschiedene andere Mantras, die ebenfalls Verwendung finden.